# Govedartsi
Govedartsi (bulgariska: Говедарци) är ett distrikt i Bulgarien.   Det ligger i kommunen Obsjtina Samokov och regionen Sofijska oblast, i den västra delen av landet, 50 km söder om huvudstaden Sofia.
I omgivningarna runt Govedartsi växer i huvudsak barrskog. Runt Govedartsi är det ganska glesbefolkat, med 38 invånare per kvadratkilometer.